# Aleksandar Trišović
Aleksandar Trišović (Kraljevo, 25. studenog 1983.) bivši je srbijanski nogometaš.
Prve nogometne korake napravio je u OFK Beogradu, odakle prelazi u ukrajinski Volyn pa u Kryvbas. Za dres Crvene zvezde preporučile su ga odlične igre u dresu mlade reprezentacije Srbije i Crne Gore.

## Vanjske poveznice
- Srpska reprezentacija  Arhivirana inačica izvorne stranice od 9. lipnja 2009. (Wayback Machine)